# 沈元壤
沈元壤（1935年3月—），美籍华裔物理学家，上海人，加州大学伯克利分校荣休教授，复旦大学特聘教授。以其在非线性光学领域的研究而知名。

## 经历
沈元壤出生于上海，1952年毕业于上海市南洋模范中学。后前往台湾，1956年获國立臺灣大學学士学位。此后赴美国留学，1959年获斯坦福大学硕士学位，1963年获哈佛大学博士学位。1964年起任教于伯克利加州大学，1970年起升任教授。2014年受聘为复旦大学特聘教授。1990年起，他曾先后当选美国文理科学院院士（1990年）、中央研究院院士（1990年）、美国国家科学院院士（1995年）、中国科学院外籍院士（1996年）。

## 学术研究
他的研究领域包括非线性光学、激光光谱学、表面科学、凝聚体物理学等，是液晶非线性光学与表面非线性光学研究的开拓者。